# HMS King George V (41)
Ovo je članak o ratnom brodu iz drugog svjetskog rata. Za istoimeni brod iz prvog svjetskog rata., vidi HMS King George V (1911)
HMS King George V (pennant number 41) bio je britanski bojni brod, izgrađen 1939. godine. Prvi iz klase bojnih brodova King George V, i drugi koji je nazvan po kralju Đuri V.

## Izgradnja
U skladu s tradicijom imenovanja novog bojnog broda po aktualnom monarhu, trebao je nositi ime  King George VI, po kralju Đuri VI., no on je naložio admiralitetu da se brod nazove po njegovom ocu. Izgrađen je u brodogradilištu Vickers-Armstrong u Newcastle upon Tyne, gdje je kobilica položena 1. siječnja 1937. Porinut je 21. veljače 1939., a uveden u službu 11. prosinca 1940.

## Služba uRoyal Navy
HMS King George V počeo je pratiti konvoje 1941. Također je sudjelovao u neuspješnoj potrazi za njemačkim bojnim krstašima Scharnhorst i Gneisenau, za vrijeme njemačke Operacije Berlin. Postao je glavni brod domovinske flote pod zapovjedništvom Admirala Johna Toveya nakon potapanja bojnog krstaša HMS Hood, te je sudjelovao u lovu na brod koji ga je potopio, njemački bojni brod Bismarck. 27. svibnja 1941., direktnim pogocima u nadgrađe ubrzao je kraj Bismarcka koji tone kasnije istog dana. Za vrijeme pratnje konvoja PQ-15 u Murmansk, sudara se s razaračem HMS Punjabi i potapa ga, dok sam trpi oštećenje pramca.
U Sredozenmom moru HMS King George V pokrivao je operaciju iskrcavanja na Siciliju, nazvanu Operacija Husky. Prevozio je i britanskog premijera Churchilla s teheranske konferencije natrag u Britaniju. Od 1944. do kraja rata King George V služio je u britanskoj pacifičkoj floti, te je bio prisutan u Tokijskom zaljevu za vrijeme potpisivanja japanske kapitulacije. Ponovo je postavljen za glavni brod domovinske flote 1946. Samo tri godine kasnije, povučen je u rezervnu flotu, te 1957. izrezan u Dalmuiru u Škotskoj.

## Vanjske poveznice
- Foto galerija na www.maritimequest.com